# Черник (Надвірнянський район)
Чéрник (кол. Зелениця) — село Надвірнянського району Івано-Франківської області. Належить до Пасічнянської сільської громади.

## Розташування
Село Черник лежить у південно-західній частині Івано-Франківської області у Горганах, неподалік від гори Довбушанки. Через село протікають річки Зелениця та Черник. У селі на річці Черник є мальовничий водоспад — Черник. На південь від села розміщений природний заповідник «Горгани».

## Історія
Черник відоме ще з першої половини XVIII століття, коли жителі Зеленої та Черника брали участь в опришківському русі. За переказами старожилів, назва Черник пов'язана з великою кількістю чорниць (афин). За іншою версією — від дієслова «черти»: раніше дерева в лісі спершу обтесували, аби швидше всихали, а потім вже рубали.
Село відоме не лише своєю чарівною природою, але й славною повстанською історією. Колись у селі побував ватажок опришків Олекса Довбуш. Він деякий час проживав у селі. На честь цієї події названа гора «Довбушанка». Під час повстання Олекси Довбуша деякі селяни брали участь у подіях того часу, а саме Онуфрак Василь та Осташук Іван.
З 1996 року Черник входить до заповідної зони Природного заповідника «Горгани».
У жовтні 2002 року в селі було вставлено пам'ятник першому вчителю Черниківської школи та відомому етнографу Антіну Онищуку, з нагоди 120 річчя від дня народження дослідника. У цей же ж день в школі відкрився музей, де зараз зберігаються письмові перекази Онищука, в яких він записував історію села, різні легенди та багато іншого.

## Інфраструктура
В селі діє загальноосвітня школа I—II ступенів, фельдшерсько-акушерський пункт, сільський клуб, бібліотека.
Село має регулярне автобусне сполучення з Надвірною.
Село славилося своїм фольклором (зокрема, легендами про Олексу Довбуша та гуцульською демонологією), який на поч. XX століття записував і публікував місцевий учитель Антін Онищук.
Школа
У Черниківській ЗОШ I—II ст. навчається 156 учнів.
Перша школа в селі заснована у 1901 році Антіном Онищуком (видатним етнографом і фольклористом). Під його орудою селяни збудували шкільне приміщення. До 1-го класу тоді вперше пішли 16 сільських дітей.
До 100-річчя сільської школи в колишньому шкільному приміщенні відкрили етнографічний музей, експонати для якого збирали місцеві школярі. Учасники місцевого шкільного гуртка «Пацьорки» стали переможцями 2-го туру Всеукраїнської експедиції «Історія міст і сіл України».
ФАП
ФАП обслуговує — 946 осіб, в тому числі: дорослих — 708 чол., дітей — 238.
Завідувач — Іванна Михайлівна Онуфрак (1971 р. н.), на цій посаді — з 1998 р.
Кадровий потенціал: фельдшер, медсестра, молодша медсестра.
Сільський клуб
Завідувач – Марія Василівна Остап'юк (1956 р. н.), на цій посаді — з 1979 р.
У клубі функціонують два колективи художньої самодіяльності.
Стан закладу аварійний.
Першу читальню «Просвіти» створив на початку XX століття місцевий вчитель Антін Онищук. З його допомогою в селі також створили кооперативну крамницю та «позичкову касу».
Бібліотека
Завідувач – Надія Дмитрівна Осташук (1977 р. н.), на цій посаді — з 2009 р.
Церква
На території села зареєстрована церква Різдва Пресвятої Богородиці (УГКЦ), о. Мирон Тимів.
у селі Черник, на території Природного заповідника «Горгани», діє єдина в Україні екологічно-християнська школа.

## Відомі особи
У селі жив та працював вчителем у сільській школі відомий український етнограф, фольклорист, дослідник Гуцульщини та українського гончарства Антін Онищук.

## Галерея

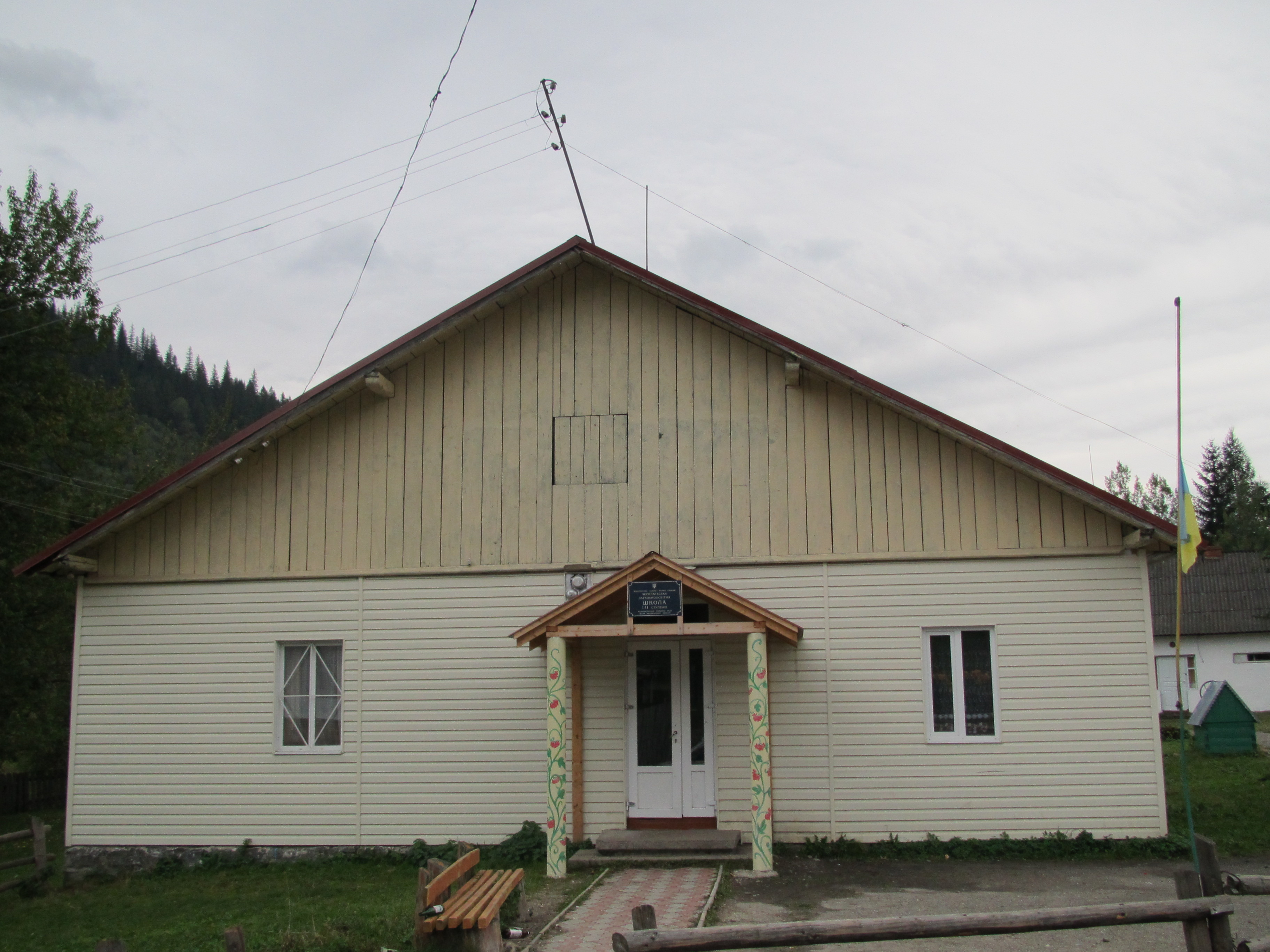
Школа в с. Черник
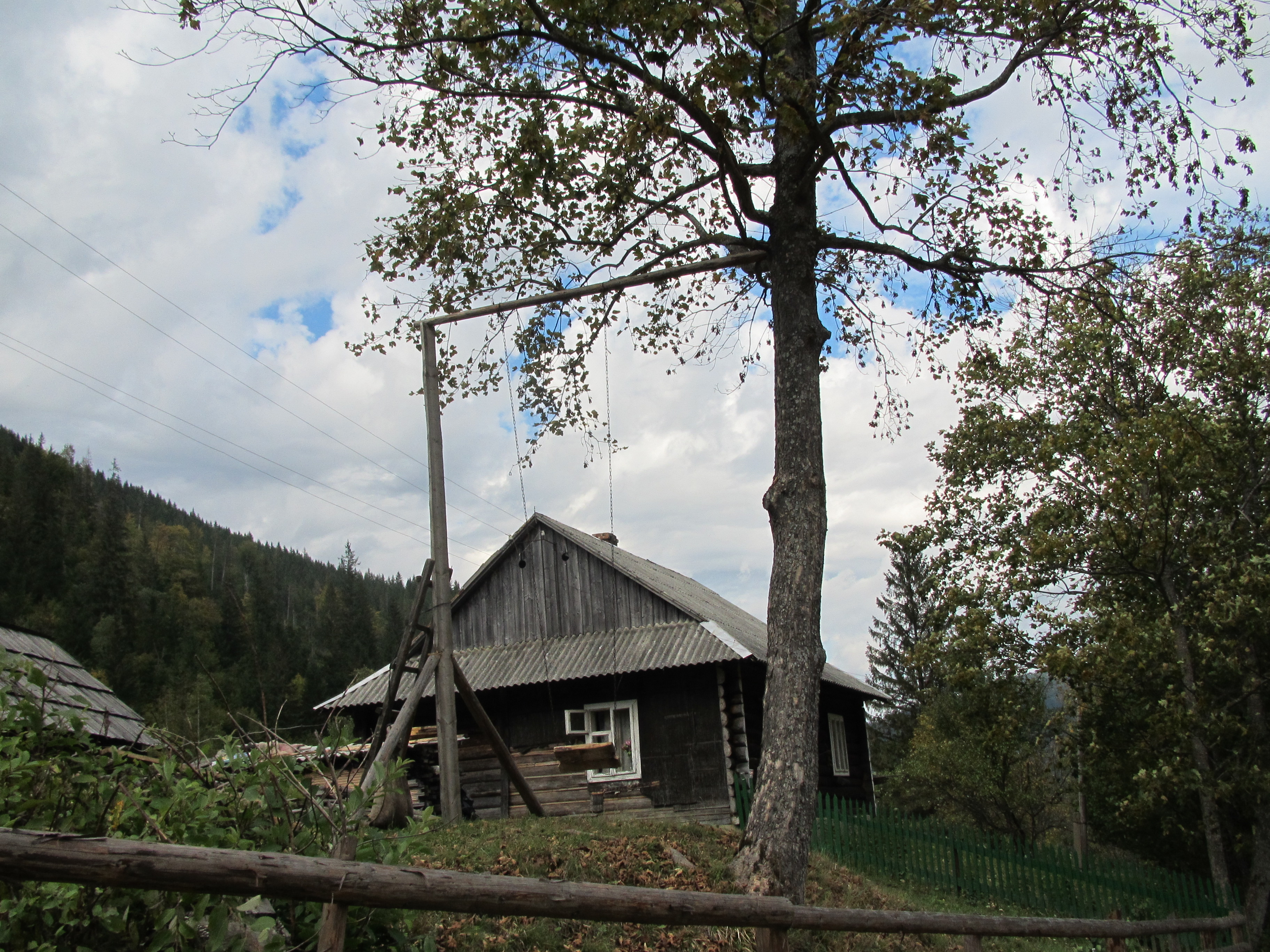
В селі Черник
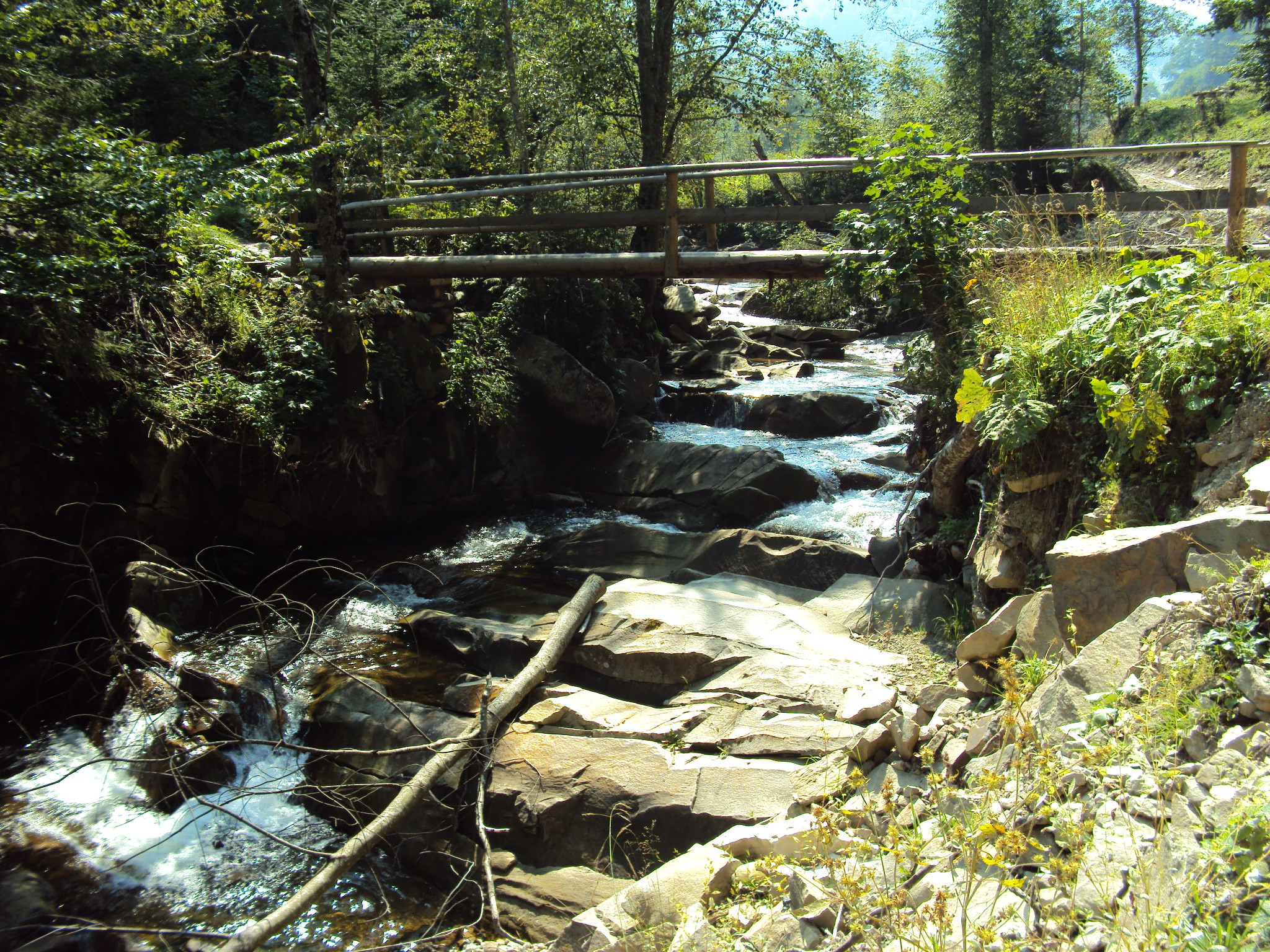
Річка Черник у селі Черник
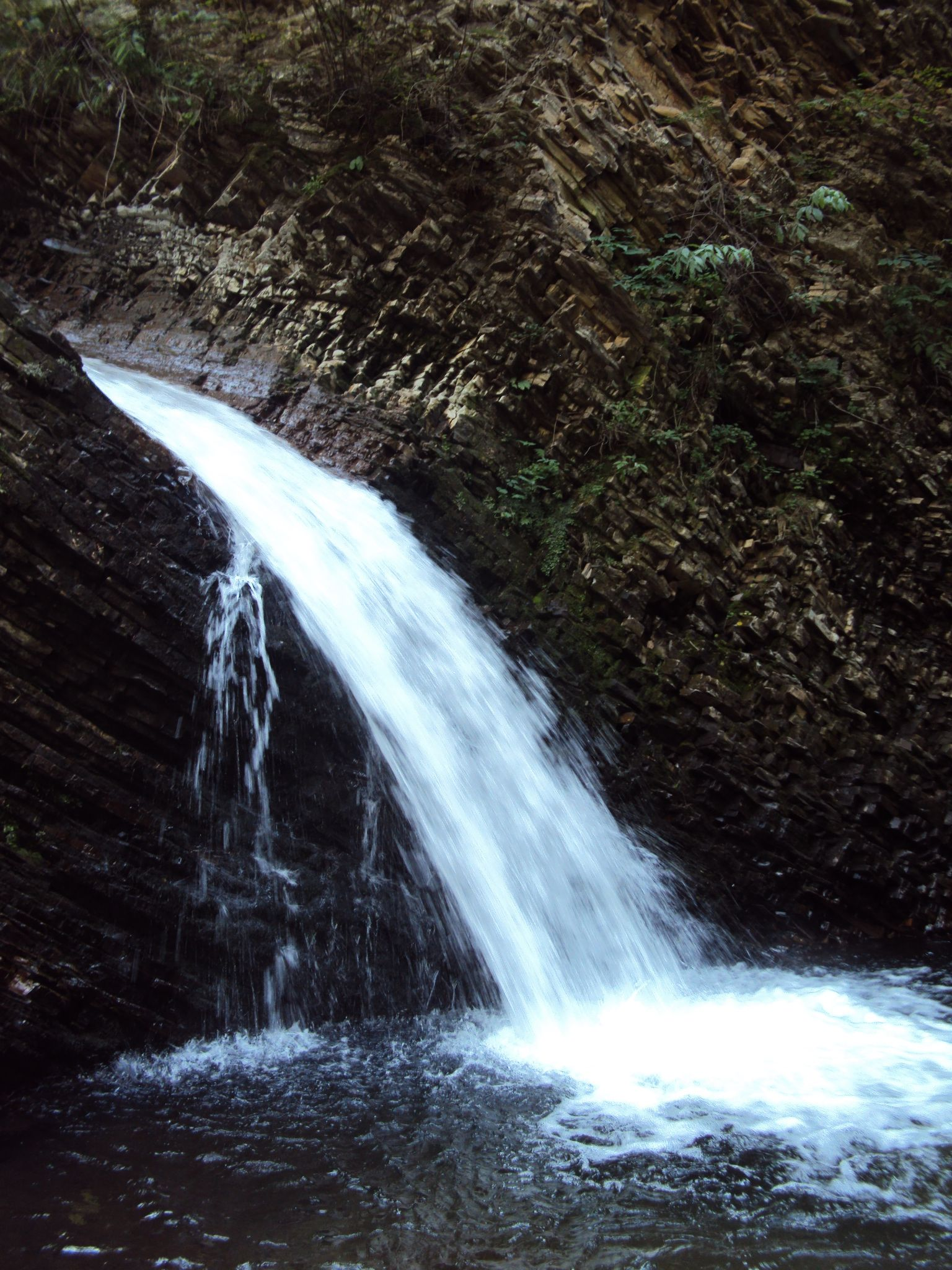
Водограй Черник
Контора Черниківського природно-наукового дослідного відділення заповідника «Ґорґани»
Інформаційна таблиця про Черник